# Cavistrau
 (décembre 2024).
Le Cavistrau est une montagne culminant à 3 251 m d'altitude, située dans le canton des Grisons, dans les Alpes glaronaises en Suisse.
Le Cavistrau est composé du Cavistrau Grond et du Cavistrau Pign situés dans le chaînon des Brigelser Hörner qui, sur sa crête d'ouest en est, comprend le Crap Grond (3 195 m), le Cavistrau Grond (3 251 m), le Cavistrau Pign (3 219 m) et le piz Tumpiv (3 100 m).
Au sud se trouve la vallée du Rhin antérieur avec la ville de Breil/Brigels et au nord le val Frisal puis la frontière avec le canton de Glaris. 